# No Turning Back
No Turning Back è il primo album in studio della cantante irlandese Imelda May, pubblicato nel 2003.

## Tracce
1. Dealing with the Devil – 2:18 (Sonny Boy Williamson I)
2. Flame of Love – 2:08 (Sonny Burgess)
3. Cry for Me Baby – 3:16 (Mel London)
4. Till I Kissed You – 2:40 (Don Everly)
5. What Am I Gonna Do – 3:20 (Imelda May)
6. Once More – 2:08 (Jerry Capehart)
7. Wild About My Lovin' – 2:51 (Tradiz.; arr. Johnny Joyce)
8. No Turning Back – 2:49 (Lionel Bart)
9. End of the World – 2:51 (Arthur Kent, Sylvia Dee)
10. Y'hoo – 2:29 (May)
11. Don't Do Me No Wrong – 2:36 (Pat Cupp)
12. Forever You and Me – 3:13 (May)
13. Bring My Cadillac Back – 2:19 (Baker Knight)
14. Lovey Dovey Lovely One – 2:21 (London)
15. Let Us Sing – 2:56 (Tradiz.; arr. May)